# Bo’ness (Whiskybrennerei)
Bo’ness war eine Whiskybrennerei in Bo’ness, Falkirk, Schottland.

## Geschichte
Die Brennerei wurde 1813 von Tod, Padon und Vannen außerhalb der Stadt Bo’ness gegründet und 1929 von Vannen aufgekauft. Bis zu ihrem Verkauf an James Calder & Co im Jahre 1873 gedieh die Brennerei und wurde stetig erweitert. Der neue Besitzer änderte den Namen der Destillerie in Bo’ness Distillery Company und stellte die Produktion 1876 von Malt Whisky auf Grain Whisky um. Hierzu wurden die Pot Stills entfernt und eine Coffey Still installiert. Um den Rohstofftransport zur Brennerei sicherzustellen, wurde Ende des 19. Jahrhunderts eine Eisenbahnverbindung zwischen dem Betrieb und dem Hafen von Bo’ness etabliert. Vor dem Verkauf an John Dewar im Jahre 1921 wurde der Name der Brennerei 1894 zu James Calder & Co. Ltd. geändert. 1925 ging der Betrieb in den Besitz von Distillers Company Ltd. (DCL) über und wurde geschlossen. Die Lagerhäuser der Brennerei konnten bis zu 5000 Whiskyfässer aufnehmen und wurden erst Anfang der 1990er Jahre durch einen Brand zerstört.
Es besteht die Möglichkeit, dass die Bo’ness-Brennerei identisch mit der Wallace Paw Distillery ist, welche angeblich ab etwa 1795 bestanden haben soll und deren Standort unbekannt ist.

### Zweite Brennerei
Mit der Grieve Brothers Distillery wurde in Bo’ness in der South Street 1817 eine weitere Brennerei von einem Brüderpaar eröffnet, welche öfters im Zusammenhang mit der Bo’ness Distillery behandelt wird. Nachdem beide Brüder gestorben waren, wurde der Betrieb 1842 eingestellt. Über diese Brennerei sind praktisch keine weiteren Informationen in der Literatur verfügbar.

## Produktion
Die Produktionskapazität zu Zeiten der Malt-Whisky-Produktion bis 1876 ist nicht überliefert. Die Ausgaben für Malz betrugen jedoch 1845 über 300 £ pro Woche. Die installierte Coffey Still besaß eine Produktionskapazität von etwa 39.500 hl pro Jahr. Die jährlichen Ausgaben für Malz betrugen 1921 etwa 1.000.000 £.
Des Weiteren war der Betrieb einer der größten britischen Hersteller von Hefe mit einem wöchentlichen Ausstoß von fast 50 t. Als Abfallprodukt anfallende Spreu wurde getrocknet und gepresst und als Tierfutter verkauft.